# Albalate de las Nogueras
Albalate de las Nogueras (arabisch البلاط, DMG al-balāṭ = „Weg“ / spanisch noguera = „Nussbaum“) ist ein Ort und eine Gemeinde (municipio) mit nur noch 271 Einwohnern (Stand: 2024) im Nordwesten der Provinz Cuenca in der Autonomen Region Kastilien-La Mancha. Der Ort liegt an der Ruta de la Lana, einem einstmals bedeutenden Handels- und Pilgerweg, der – von Alicante bzw. Valencia kommend – bis nach Burgos führte. Darüber hinaus gehört er zu der von einem starken Bevölkerungsschwund betroffenen Serranía Celtibérica.

## Lage und Klima
Der Ort Albalate de las Nogueras liegt an der Einmündung des Río Albalate in den Río Trabaque auf der Westseite des Iberischen Gebirges in einer Höhe von ca. 830 m. Die Provinzhauptstadt Cuenca befindet sich ca. 42 km (Fahrtstrecke) nördlich. Das Klima im Winter ist gemäßigt, im Sommer dagegen warm bis heiß; die eher geringen Niederschlagsmengen (ca. 515 mm/Jahr) fallen – mit Ausnahme der nahezu regenlosen Sommermonate – verteilt übers ganze Jahr.

## Bevölkerungsentwicklung
| Jahr      | 1857  | 1900 | 1950 | 2000 | 2019 |
| Einwohner | 1.004 | 976  | 924  | 378  | 253  |

Aufgrund der Mechanisierung der Landwirtschaft, der Aufgabe bäuerlicher Kleinbetriebe und des daraus resultierenden Verlusts von Arbeitsplätzen in den ländlichen Gebieten ist die Einwohnerzahl der Gemeinde seit der Mitte des 20. Jahrhunderts stark rückläufig (Landflucht).

## Wirtschaft
Die Wirtschaft des Ortes basierte jahrhundertelang im Wesentlichen auf Selbstversorgung; Überschüsse konnten an fahrende Händler verkauft oder gegen andere Produkte getauscht werden. Heute spielt der Weinbau eine wesentliche Rolle im Wirtschaftsleben der Gemeinde.

## Geschichte
Funde legen eine Besiedlung in keltischer und römischer Zeit nahe; aus islamisch-maurischer Zeit wurden die Grundmauern einer Moschee unterhalb der heutigen Kirche entdeckt. Man muss deshalb annehmen, dass die Gegend im 10. bis 12. Jahrhundert von Berbern besiedelt war. Die Situation änderte sich nach der Rückeroberung (reconquista) der Stadt Cuenca und ihres Umlands durch die Truppen Alfons’ VIII. von Kastilien im Jahr 1177 und der anschließenden Politik der Wiederbesiedlung (repoblación) durch Christen aus allen Teilen der Iberischen Halbinsel.

## Sehenswürdigkeiten

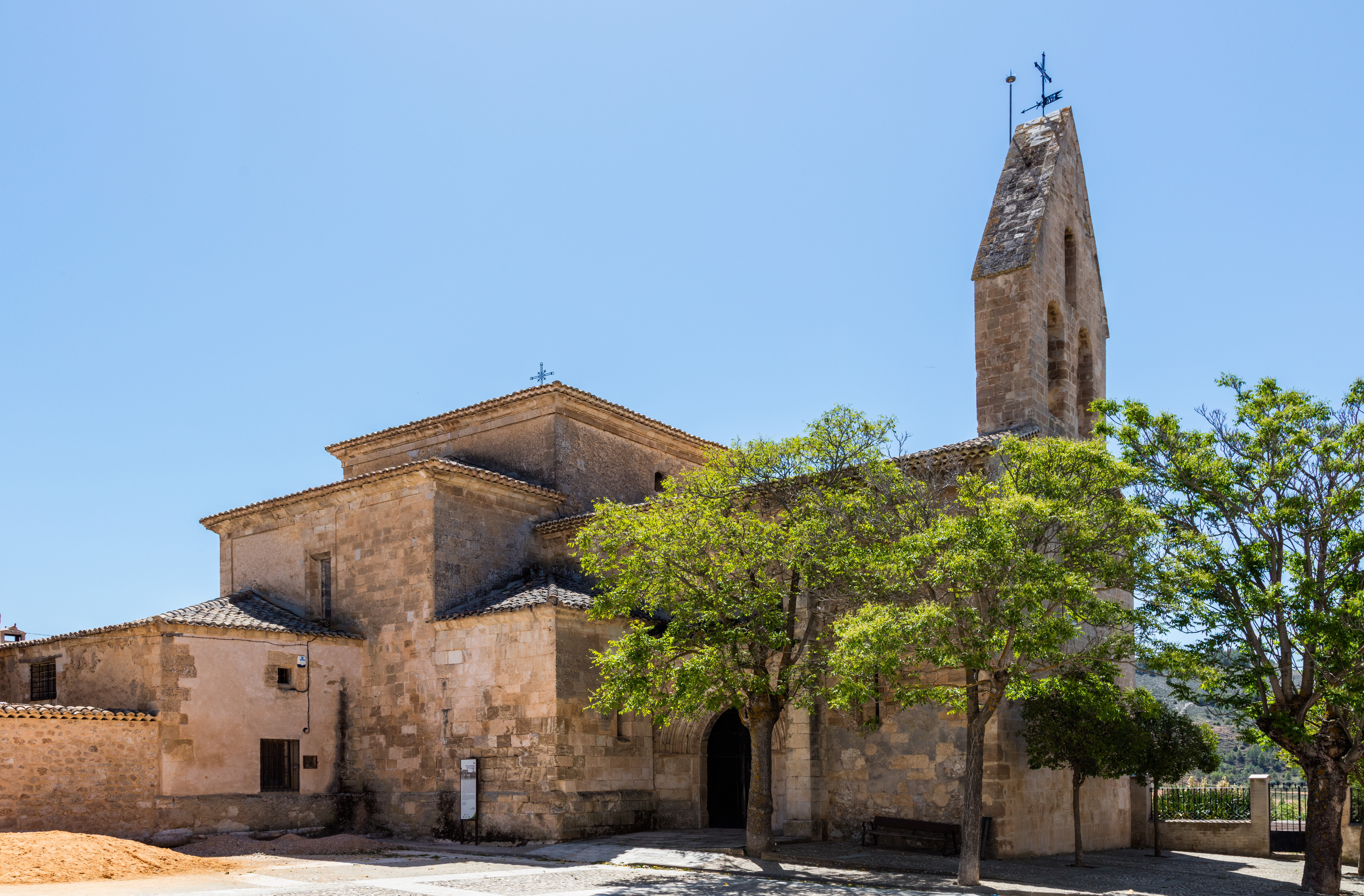
Iglesia de la Asunción

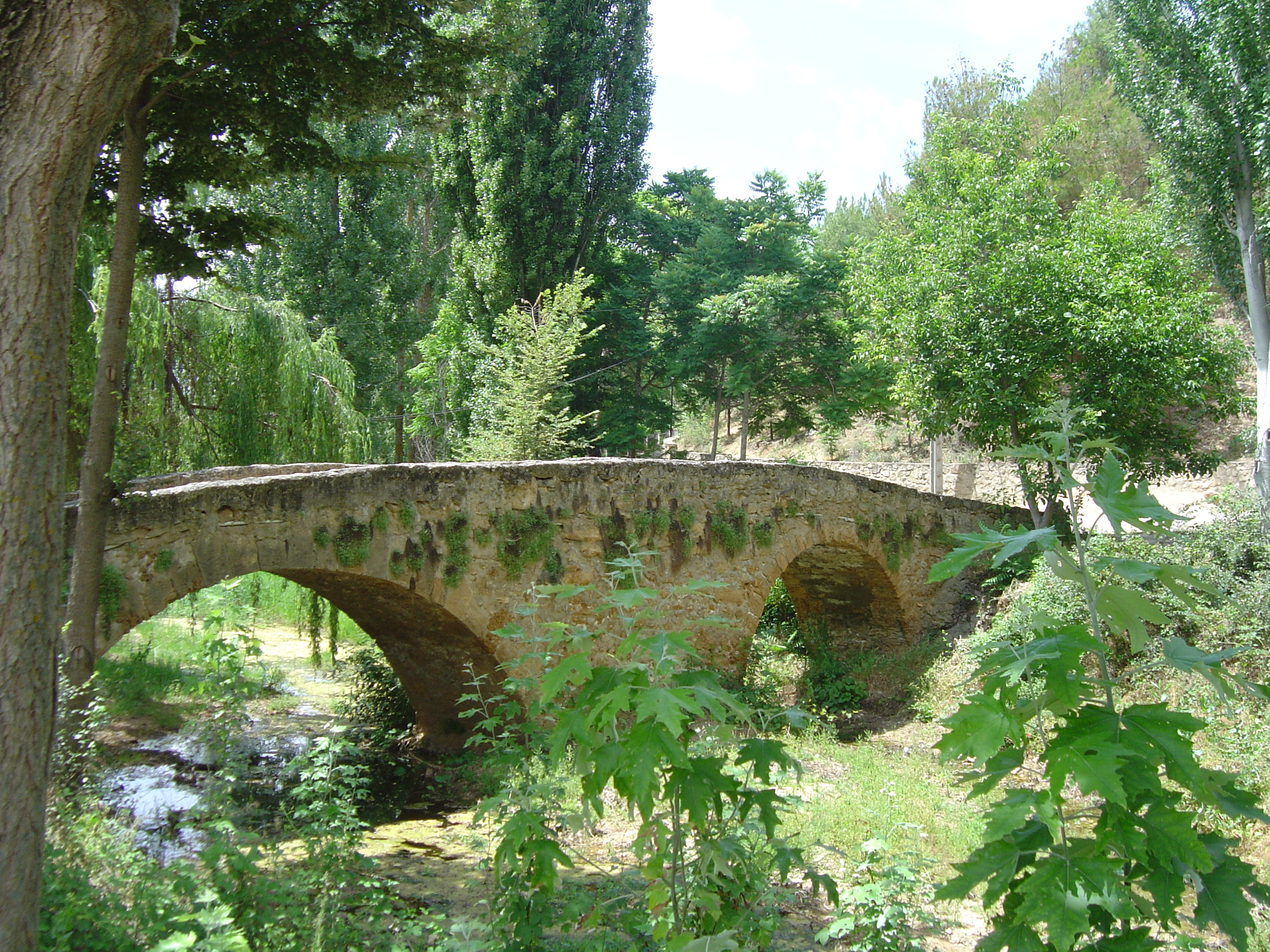
Steinbrücke über den Río Trabaque

- Der Westteil der Iglesia de la Asunción mit seiner exakten Steinbearbeitung gilt als ein frühes Zeugnis der Romanik in der Region um Cuenca. Die schmuck- und portallose Fassade wird von einem dreigeteilten Glockengiebel (espadaña) überhöht; lediglich ein schmales Westfenster mit eingestellten Säulchen weist auf die Bauzeit hin. Die beiden spätromanisch-frühgotischen Portale der Kirche befinden sich auf der Nord- und Südseite; die innere Archivolte des älteren Nordportals zeigt ein Zickzackdekor. Unterhalb der Dachtraufen befinden sich mehrere steinerne Konsolen (canecillos). Das Innere zeigt leicht angespitzte Tonnengewölbe mit entsprechenden Gurtbögen. Die gesamte Ostpartie der Kirche wurde im 17. Jahrhundert erneuert. Die Kirche bewahrt ein eindrucksvolles romanisches Taufbecken mit Flechtband- und Seildekor.[5][6]
- Zwei Brunnen (fuentes) mit angeschlossenen Viehtränken (abrevaderos) sind in die Straßen des Ortes eingelassen.
- Mehrere in den Hügel hineingetriebene Kellergewölbe (bodegas) dienten als Lagerräume für Wein und andere Lebensmittel.

Umgebung
- Nördlich des Ortes führt eine zweibogige mittelalterliche Steinbrücke über den Río Trabaque, dessen etwa 10 km nördlich gelegene Schlucht reizvolle Anblicke bietet.